# Bevan Sharpless
Bevan Percival Sharpless (Chester Heights, 2 agosto 1904 – Atlanta, 28 ottobre 1950) è stato un astronomo statunitense.

## Biografia
Nato a Chester Heights, dopo aver trascorso l'adolescenza a Delaware, Si è laureato al Swarthmore College nel 1926 in matematica. Ha iniziato a lavorare dapprima come chimico, poi come assicuratore e ancora come contabile. Sin dai tempi del college la sua passione era l'astronomia, infatti nel 1925 aveva partecipato ad una spedizione in Messico per meglio osservare un'eclissi solare. Nel 1928 vinse una borsa per giovani scienziati al U.S. Naval Observatory a Washington, e iniziò la sua carriera da astronomo.
Fumatore accanito, già a 40 anni iniziò ad accusare problemi respiratori. Morì di enfisema dopo essere stato sottoposto ad un intervento chirurgico ai polmoni.

## Scoperte
Sharpless è famoso per aver scoperto il decadimento dell'orbita di Fobos, un satellite naturale di Marte, dimostrando che in futuro il satellite si sarebbe distrutto. Riuscì anche a calcolare una lievissima accelerazione orbitale di Deimos.